# Жалянка
Жалянка (укр. Жалянка) — село, входит в Гощанскую поселковую общину Ровненского района Ровненской области Украины.
Население по переписи 2001 года составляло 74 человека. Почтовый индекс — 35466. Телефонный код — 3650. Код КОАТУУ — 5621286702.